# Bodonci
Bodonci so naselje v Občini Puconci.

## Etimologija
Prva omemba o Bodoncih je iz leta 1365. Takrat se pojavijo kot Bodonynch. V virih iz 1366 in 1499 lahko zasledimo poimenovanji Badonynch in Bodonyncz. Verjetno je izpeljano iz staroslovanskega osebnega imena *Bődislavъ.
V madžarščini so se imenovali prvič Bodoncz, na koncu 19. stoletja so jih pomadžarjevali kot Bodóhegy. V domači prekmurščini se imenuje tudi Bódonci, pridevnik bódonski, prebivalec Bodončan/Bódončar.